# Rumianek bezpromieniowy
Rumianek bezpromieniowy (Matricaria discoidea DC.) – gatunek rośliny z rodziny astrowatych. Nazywany bywa także maruną, rumiankiem amerykańskim lub rumiankiem cygańskim.

## Rozmieszczenie geograficzne
Naturalnym obszarem występowania tego gatunku jest Ameryka Północna i Azja Wschodnia. Rozprzestrzenił się jednak i obecnie jest pospolity nie tylko w całej Ameryce Północnej, ale także w całej Europie. Występuje także w Azji Wschodniej i Północnej, na południowym krańcu Ameryki Południowej, niektórych regionach Afryki i na Nowej Zelandii. W Europie jest kenofitem. Sprowadzony został w 1866 r. do ogrodu botanicznego i wkrótce potem stwierdzono jego występowanie na siedliskach synantropijnych. Na przełomie XIX i  XX wieku szeroko się rozprzestrzenił. W Europie Środkowej po raz pierwszy zanotowano jego występowanie w okolicach Grodna w 1783 r. Później pojawił się także w Czechach, Niemczech i Skandynawii. Obecnie w Polsce jest rośliną bardzo pospolitą. We florze Polski ma status kenofita, a dokładniej epekofita.

## Morfologia
ŁodygaWzniesiona lub pokładająca się, silnie rozgałęziona, naga lub pokryta nielicznymi, delikatnymi włoskami, bruzdowana, o wysokości do 40 cm, dość gruba. Cała roślina ma charakterystyczny zapach rumianku.
LiścieUlistnienie naprzemianległe, gęsto ułożone na łodydze. Liście są siedzące, w zarysie podługowate o długości do 5 cm, 2–3 krotnie pierzastodzielne, z odcinkami równowąskimi, o szerokości do 0,8 mm, zakończonymi ostrzem.
KwiatyBardzo drobne kwiaty zebrane w koszyczki o średnicy 13–25 mm wyrastające na krótkich, górą nieco zgrubiałych szypułkach na szczytach łodyg. Okrywa koszyczka złożona z szeroko obłonionych, jajowatych i tępo zakończonych listków w kilku szeregach. Dno koszyczka jest stożkowate i puste wewnątrz, bez plewinek. W koszyczku występują głównie obupłciowe kwiaty rurkowe, kwiatów języczkowych przeważnie brak. Kwiaty rurkowe o prostej rurce, 4-ząbkowe, zielonożółtego koloru.
OwoceNiełupki brunatnoszarego koloru o szerokości ok. 0,5 mm i długości 2 mm, posiadające po bokach ciemniejsze, żywiczne smużki. Od wewnątrz mają 4 żeberka, na szczycie krótki rąbek. Nie mają puchu kielichowego.

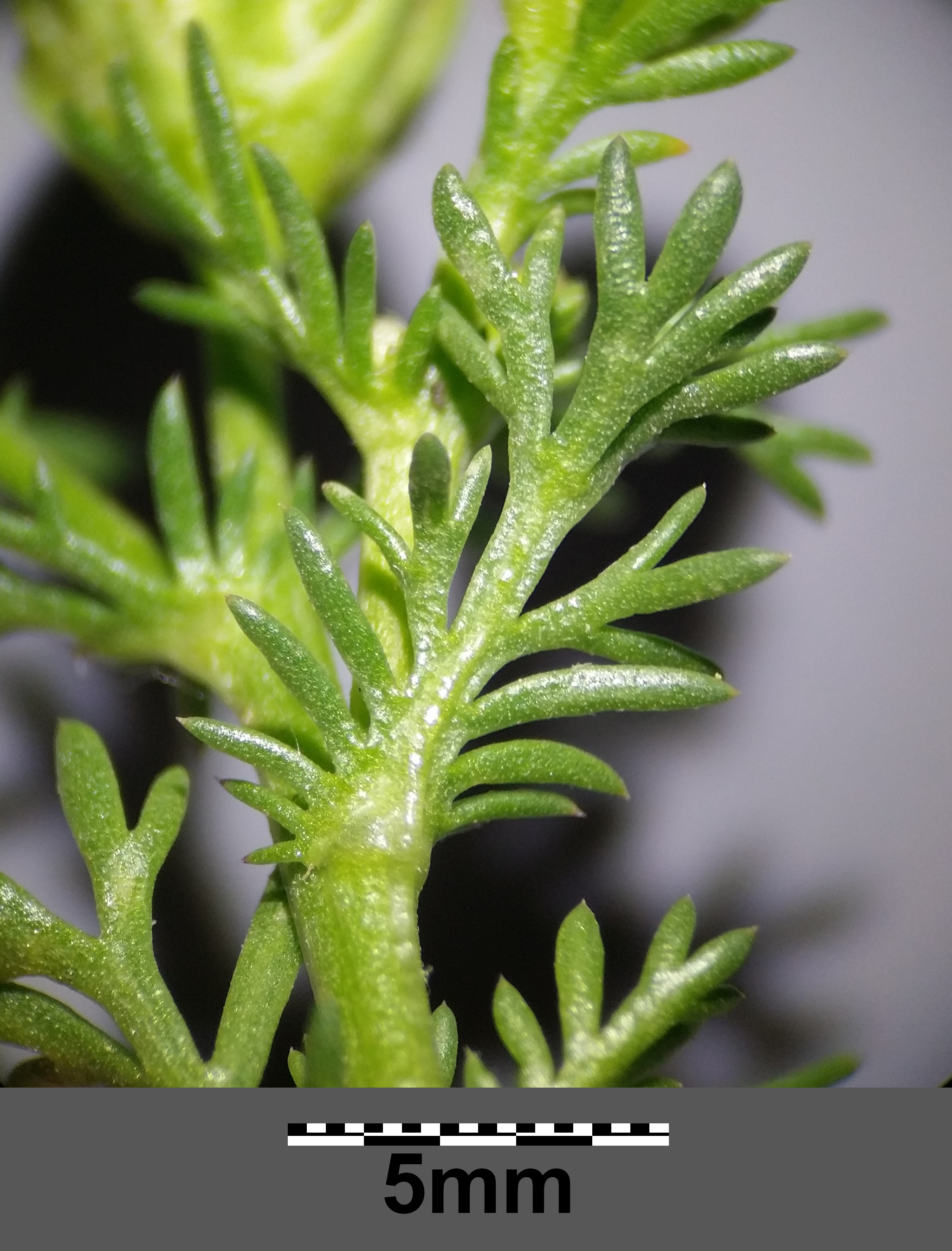
Liść
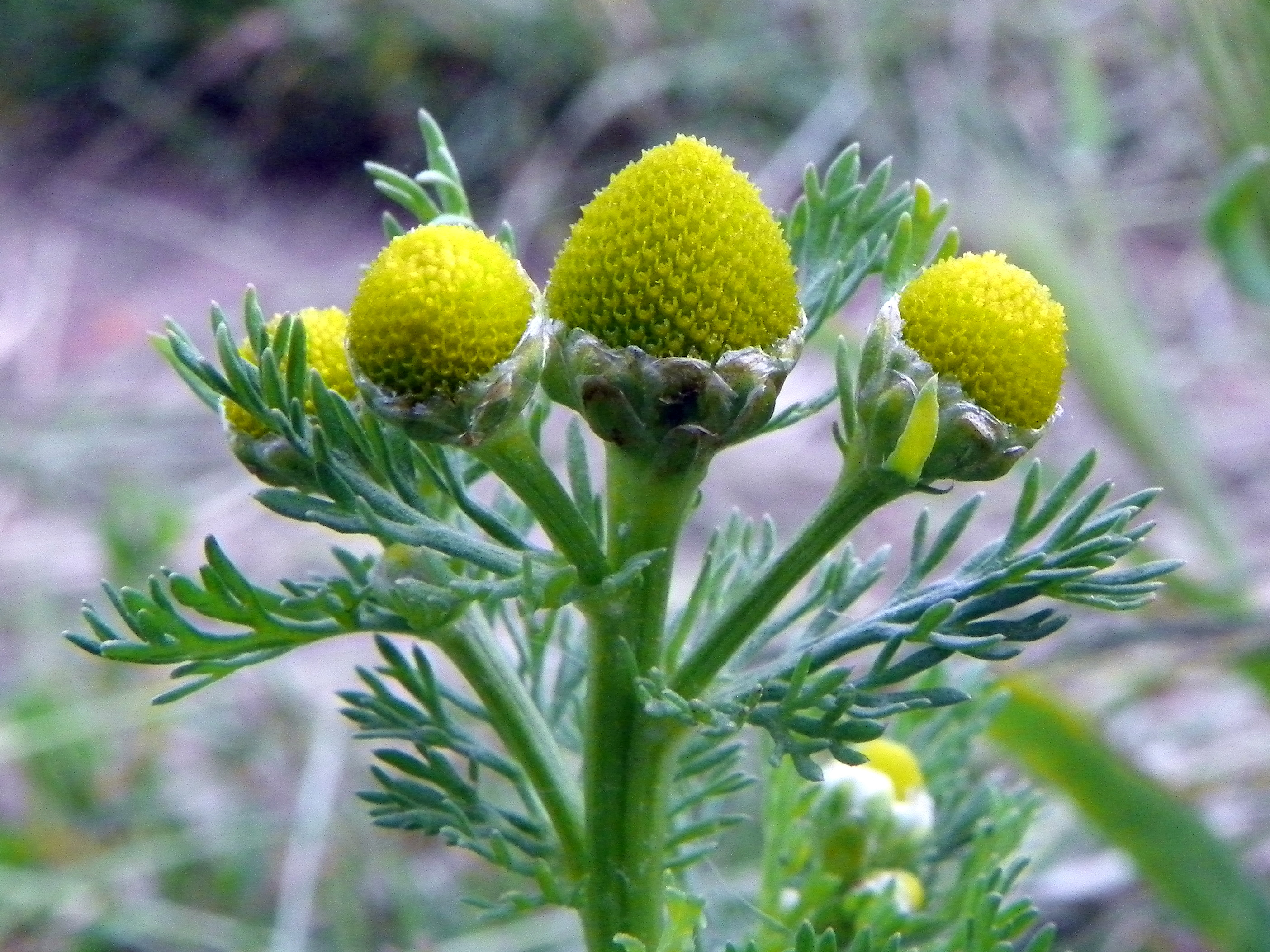
Kwiatostany
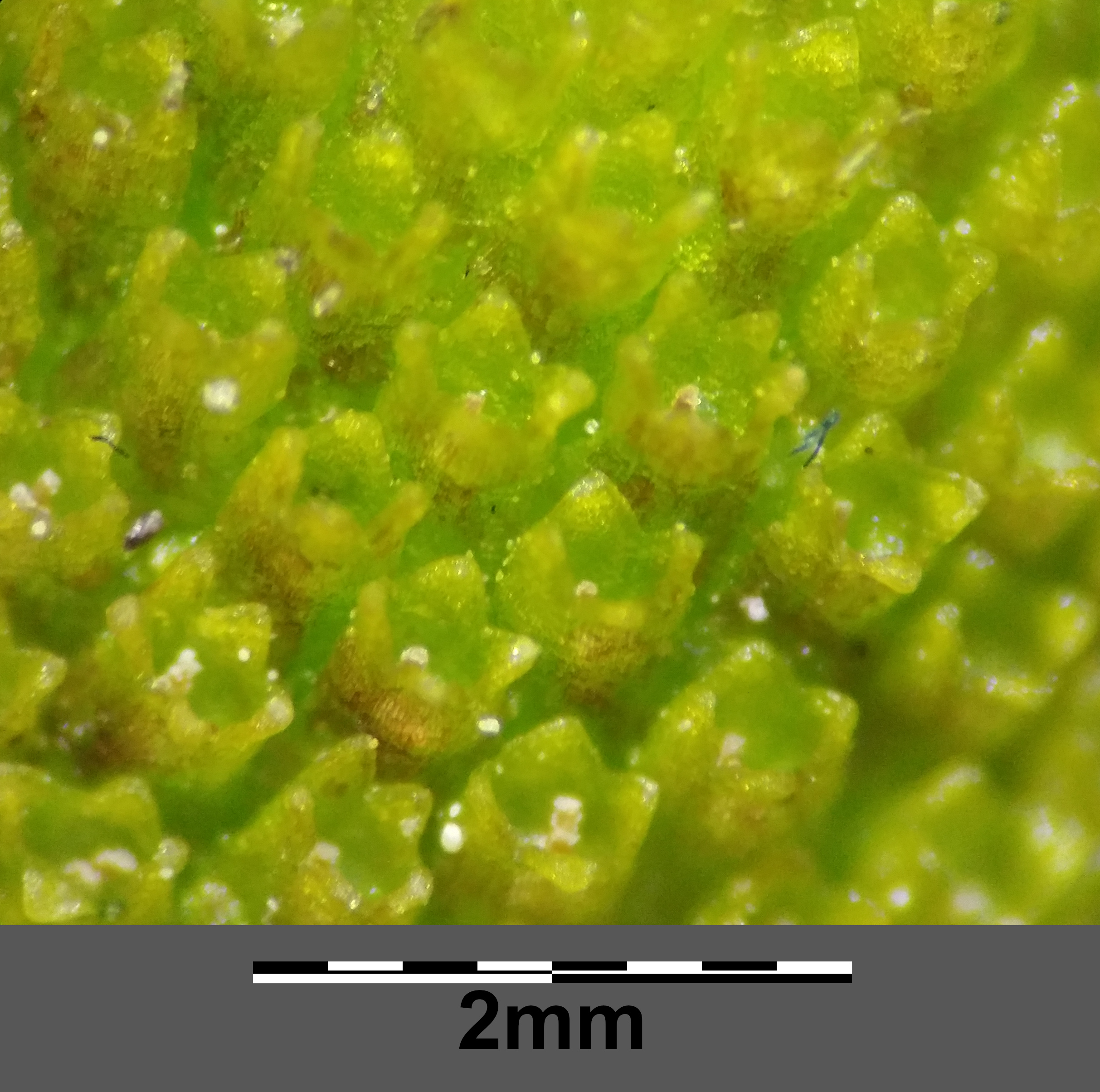
Kwiaty
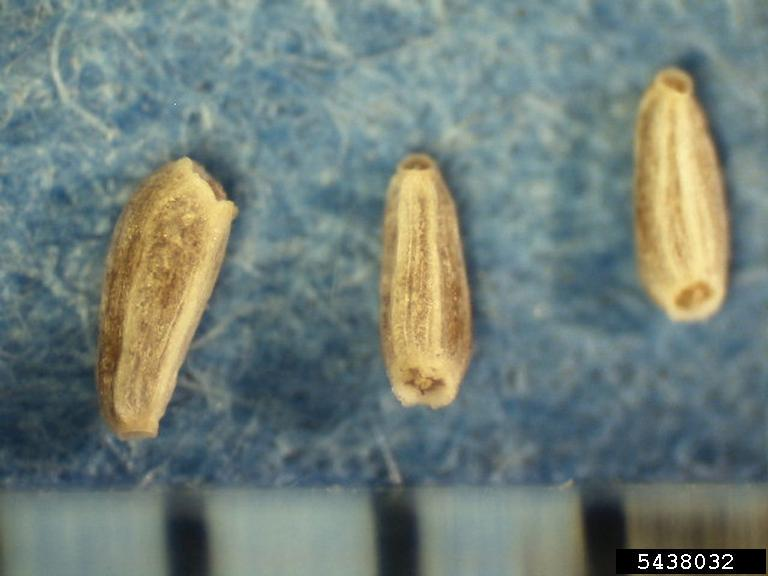
Owoce

## Biologia i ekologia
RozwójRoślina jednoroczna. Kwitnie od czerwca do września. Jest owadopylna i wiatrosiewna. Jedna roślina wytwarza około 5 tysięcy nasion, które są bardzo odporne na mróz i suszę (m.in. dzięki żywicznym smużkom).
SiedliskoRoślina siedlisk ruderalnych, rzadziej segetalnych. Występuje na przydrożach, nieużytkach, wydepczyskach, podwórkach, gruzowiskach, terenach kolejowych i sportowych oraz w ogrodach i na polach uprawnych, jako chwast. W Polsce rośnie na niżu i w piętrze pogórza. Preferuje gleby żyzne, wilgotne, gliniaste, piaszczysto-gliniaste, częściowo także piaszczyste. Jest chwastem głównie w zbożach i kukurydzy. W klasyfikacji zbiorowisk roślinnych gatunek charakterystyczny dla O/All. Polygonion avicularis i Ass. Lolio-Polygonetum.
Właściwości fitochemiczneZawiera liczne związki chemiczne i olejki eteryczne. Spożyty przez bydło mleczne nadaje mleku nieprzyjemny aromat.
GenetykaLiczba chromosomów 2n = 18.
Korelacje międzygatunkowePasożytują na nim grzyby Podosphaera fusca i Podosphaera xanthii wywołujące mączniaka prawdziwego, grzybopodobny lęgniowiec Paraperonospora leptosperma wywołujący mączniaka rzekomego i żeruje pluskwiak Brachycaudus helichrysi.

## Zastosowanie
- Roślina lecznicza:
  - Surowiec zielarski: koszyczki kwiatowe (Anthodium Matricariae discoideae). Zawierają 1-1,5% olejków eterycznych, matrycynę, kwas chamazulenowy, kwas walerianowy, chamazulen, patuletynę, luteolinę, komosynę, kwercytynę, chryzoeriol, izoramnetynę, umbeliferon, herniarynę, poliacetyleny, seskwiterpeny laktonowe. Olejki eteryczne zawierają chamazulen, bisabolol, farnezen i mircen. Był dawniej stosowany w medycynie ludowej. Obecnie w Europie (poza Rosją) nie jest używany w celach leczniczych, gdyż zawiera niewiele azulenu. W celach tych stosuje się rumianek pospolity[15].
  - Działanie: napotne, przeciwzapalne, rozkurczające, podobne do rumianku pospolitego, jednakże słabsze. Rumianek bezpromieniowy używany bywa do zwalczania robaków (glista ludzka, włosogłówka ludzka, owsik ludzki) i wyprysków na skórze, pokrzywki, świądu[16].
  - Zbiór i suszenie: zbiera się koszyczki podczas kwitnienia, suszy pojedynczą warstwą w zacienionym i przewiewnym miejscu. Wysuszone przechowuje się w zamkniętych pojemnikach[17].
- Inne zastosowania: Kwiatostany były zjadane na surowo przez dzieci Indian Ameryki Północnej i Eskimosów. Indianie Flathead używali ich do konserwowania jagód i mięsa. Można je dodawać do sałatek, jako przyprawę do różnych dań oraz do przyrządzania herbaty. Swoim aromatem przypomina ananasy[18].

Przeczytaj ostrzeżenie dotyczące informacji medycznych i pokrewnych zamieszczonych w Wikipedii.